# MTV Movie Awards 1998
MTV Movie Awards 1998 — ежегодная церемония вручения кинонаград канала MTV, которая прошла 30 мая 1998 года в аэропорте «Barker Hangar» в городе Санта-Моника. Ведущий церемонии был Сэмюэл Л. Джексон.

## Исполнители
- Натали Имбрулья — Torn
- The Wallflowers — Heroes
- Брэнди Норвуд и Mase — Top of the World

## Победители и номинанты
Победители написаны первыми и выделены жирным шрифтом.

### Лучший фильм
Титаник
- Без лица
- Умница Уилл Хантинг
- Люди в чёрном
- Остин Пауэрс: Человек-загадка международного масштаба

### Лучшая мужская роль
Леонардо Ди Каприо — «Титаник»
- Николас Кейдж — «Без лица»
- Сэмюэл Л. Джексон — «Джеки Браун»
- Мэтт Деймон — «Умница Уилл Хантинг»
- Джон Траволта — «Без лица»

### Лучшая женская роль
Нив Кэмпбелл — «Крик 2»
- Вивика Фокс — «Пища для души»
- Хелен Хант — «Лучше не бывает»
- Джулия Робертс — «Свадьба лучшего друга»
- Кейт Уинслет — «Титаник»

### Лучший прорыв года
Хизер Грэм — «Ночи в стиле буги»
- Джой Лорен Адамс — «В погоне за Эми»
- Руперт Эверетт — «Свадьба лучшего друга»
- Сара Мишель Геллар — «Я знаю, что вы сделали прошлым летом»
- Дженнифер Лопес — «Селена»

### Лучший актёрский дуэт
Джон Траволта и Николас Кейдж — «Без лица»
- Мэтт Деймон и Бен Аффлек — «Умница Уилл Хантинг»
- Леонардо Ди Каприо и Кейт Уинслет — «Титаник»
- Адам Сэндлер и Дрю Бэрримор — «Певец на свадьбе»
- Уилл Смит и Томми Ли Джонс — «Люди в чёрном»

### Лучший злодей
Майк Майерс — «Остин Пауэрс: Человек-загадка международного масштаба»
- Джон Траволта и Николас Кейдж — «Без лица»
- Гэри Олдмен — «Самолёт президента»
- Аль Пачино — «Адвокат дьявола»
- Билли Зейн — «Титаник»

### Лучшая комедийная роль
Джим Керри — «Лжец, лжец»
- Руперт Эверетт — «Свадьба лучшего друга»
- Майк Майерс — «Остин Пауэрс: Человек-загадка международного масштаба»
- Адам Сэндлер — «Певец на свадьбе»
- Уилл Смит — «Люди в чёрном»

### Лучшая песня
Уилл Смит — Men in Black (из фильма «Люди в чёрном»)
- Boyz II Men — A Song for Mama (из фильма «Пища для души»)
- Bush — Mouth (из фильма «Американский оборотень в Париже»)
- Селин Дион — My Heart Will Go On (из фильма «Титаник»)
- Бек — Deadweight (из фильма «Жизнь хуже обычной»)

### Лучший поцелуй
Адам Сэндлер и Дрю Бэрримор — «Певец на свадьбе»
- Джой Лорен Адамс и Кармен Ливлин — «В погоне за Эми»
- Мэтт Деймон и Минни Драйвер — «Умница Уилл Хантинг»
- Леонардо Ди Каприо и Кейт Уинслет — «Титаник»
- Кевин Клайн и Том Селлек — «Вход и выход»

### Самый зрелищный эпизод
Без лица
- Парк юрского периода: Затерянный мир
- Звёздный десант
- Титаник
- Завтра не умрёт никогда

### Лучший танец
Майк Майерс — «Остин Пауэрс: Человек-загадка международного масштаба»
- Камерон Диас и Юэн Макгрегор — «Жизнь хуже обычной»
- Мира Сорвино, Алан Камминг и Лиза Кудроу — «Роми и Мишель на встрече выпускников»
- Марк Уолберг — «Ночи в стиле буги»
- Роберт Карлайл, Марк Эдди, Пол Барбер, Стив Хисон, Хьюго Спир, Том Уилкинсон — «Мужской стриптиз»

### Лучшая драка
Уилл Смит vs. Таракан — «Люди в чёрном»
- Харрисон Форд vs. Гэри Олдмен — «Самолёт президента»
- Милла Йовович vs. инопланетянин — «Пятый элемент»
- Деми Мур vs. Вигго Мортенсен — «Солдат Джейн»
- Мишель Йео vs. плохие парни — «Завтра не умрёт никогда»

### Лучший новый режиссёр
Питер Каттанео — «Мужской стриптиз»

### Пожизненное достижение
Клинт Ховард

## Статистика
Фильмы, получившие наибольшее число номинаций.
| Фильм                                                                                               | номинации |
| --------------------------------------------------------------------------------------------------- | --------- |
| Титаник / Titanic                                                                                   | 8         |
| Без лица / Face/Off                                                                                 | 6         |
| Люди в чёрном / Men in Black                                                                        | 5         |
| Остин Пауэрс: Человек-загадка международного масштаба / Austin Powers: International Man of Mystery | 4         |
| Умница Уилл Хантинг / Good Will Hunting                                                             | 4         |